# Mühlenhof (Königsberg)
Mühlenhof war ein Stadtteil von Königsberg (Preußen), südlich des Alten Pregel oder Natangischen Pregel, südöstlich vom Haberberg und nördlich von Rosenau gelegen. Es ist heute Teil des Moskauer Rajons in Kaliningrad.
Dieses Dorf um einen Gutshof herum war von Sägemühlen geprägt und wurde erst 1905 in Königsberg eingemeindet. Die Zellulose- und Papierindustrie gehört zu den bedeutendsten Industriezweigen Ostpreußens. Die Bäume wurden in den russisch-litauischen Wäldern während des Winters gefällt und nach der Schneeschmelze die Memel heruntergeflößt. Über das Kurische Haff und die Deime führte der Weg in den Pregel. Die mächtigen Flöße wurden in Mühlenhof bei den Sägewerken angelandet, wo sie mit Hilfe von Windmühlen in Bretter zersägt und für den Export vorbereitet wurden.
An der Österreichischen Straße zwischen Mühlenhof und dem Hauptbahnhof Königsberg lagen Reste der Fortifikationsbauten Königsberg mit bewässerten Wallgräben, die nach dem Ersten Weltkrieg weitgehend geschleift und zugeschüttet worden waren.